# GKS Zagłębie Wałbrzych
El GKS Zagłębie Wałbrzych és un club de futbol polonès de la ciutat de Walbrzych.

## Història
El club va ser fundat el 1945, quan l'antiga ciutat alemanya de Waldenburg esdevingué polonesa. Els fundadors del club foren emigrants polonesos de França i Bèlgica, i anomenaren el club Thorez, en referència a Maurice Thorez, un líder comunista francès. El nom canvià el 1968 a Zaglebie. Ascendí per primer cop a la primera divisió polonesa la temporada 1970-71, en la que acabà tercer, que el classificà per la copa de la UEFA. Als anys noranta es fusionà amb Górnik Wałbrzych esdevenint KP Wałbrzych (1992) i a continuació KP Górnik/Zagłębie Wałbrzych (2002), i finalment Górnik Wałbrzych (2008). El 6 d'abril de 2006 es fundà el Stowarzyszenie GKS Zagłębie Wałbrzych.

## Jugadors destacats
- Marian Szeja, 15 cops internacional amb Polònia.